# Le Marchand des quatre saisons
Pour plus de détails, voir Fiche technique et Distribution.
Le Marchand des quatre saisons (Händler der vier Jahreszeiten) est un film allemand réalisé par Rainer Werner Fassbinder, sorti en 1972.

## Synopsis
Méprisé par sa famille, Hans s'est engagé dans la Légion étrangère. Il a par la suite été recruté par la Police, qui le licencie après un écart de conduite. Pour survivre, il vend des fruits sur les marchés avec sa femme. Il brutalise celle-ci, qui décide de divorcer. Mais Hans est victime d'un infarctus, et le couple, reformé, décide d'engager du  personnel. Les affaires ne vont pas mal, mais Hans plonge dans une profonde dépression. 

## Fiche technique
- Titre : Le Marchand des quatre saisons
- Titre original : Händler der vier Jahreszeiten
- Réalisation : Rainer Werner Fassbinder
- Scénario : Rainer Werner Fassbinder
- Photographie : Dietrich Lohmann
- Montage : Thea Eymèsz
- Décors : Kurt Raab
- Pays d'origine : Allemagne de l'Ouest
- Format : Couleurs - 1,37:1 - Mono
- Genre : Drame
- Durée : 88 minutes
- Date de sortie : 1972

## Distribution
- Hans Hirschmüller : Hans Epp
- Irm Hermann : Irmgard Epp
- Hanna Schygulla : Anna Epp, la sœur de Hans
- Heide Simon : Heide, la sœur de Hans
- Kurt Raab : Kurt
- Andrea Schober : Renate Epp, la fille de Hans et Irmgard
- Gusti Kreissl : La mère de Hans
- Ingrid Caven : Le grand amour de Hans
- Peter Chatel : Le médecin, Dr. Harlach
- Klaus Löwitsch :  Harry Radek
- Karl Scheydt : Anzell
- Elga Sorbas :  Mariele Kosemund, une prostituée
- Lilo Pempeit : Une cliente du marchand
- Walter Sedlmayr : le vendeur
- Daniel Schmid : 1er candidat
- Harry Baer : 2e candidat
- Michael Fengler : le playboy
- Hark Bohm : Le chef de la police
- El Hedi ben Salem, Marian Seidowsky, Peter Gauhe, Sigi Grauer, Jürgen Prochnow, Rainer Werner Fassbinder.

## Distinctions
- Sélection à la Mostra de Venise 1972[1]